# Lijst van planetoïden 81601-81700
| Naam      | Voorlopige naamgeving | Datum ontdekking | Locatie ontdekking | Ontdekker   |
| --------- | --------------------- | ---------------- | ------------------ | ----------- |
| (81601) - | 2000 HQ58             | 25 april 2000    | Anderson Mesa      | LONEOS      |
| (81602) - | 2000 HZ60             | 25 april 2000    | Anderson Mesa      | LONEOS      |
| (81603) - | 2000 HF61             | 25 april 2000    | Anderson Mesa      | LONEOS      |
| (81604) - | 2000 HG63             | 26 april 2000    | Anderson Mesa      | LONEOS      |
| (81605) - | 2000 HS64             | 26 april 2000    | Anderson Mesa      | LONEOS      |
| (81606) - | 2000 HU64             | 26 april 2000    | Anderson Mesa      | LONEOS      |
| (81607) - | 2000 HX64             | 26 april 2000    | Anderson Mesa      | LONEOS      |
| (81608) - | 2000 HF65             | 26 april 2000    | Anderson Mesa      | LONEOS      |
| (81609) - | 2000 HS65             | 26 april 2000    | Anderson Mesa      | LONEOS      |
| (81610) - | 2000 HT65             | 26 april 2000    | Anderson Mesa      | LONEOS      |
| (81611) - | 2000 HM66             | 26 april 2000    | Anderson Mesa      | LONEOS      |
| (81612) - | 2000 HM67             | 27 april 2000    | Kitt Peak          | Spacewatch  |
| (81613) - | 2000 HE69             | 24 april 2000    | Anderson Mesa      | LONEOS      |
| (81614) - | 2000 HS69             | 26 april 2000    | Anderson Mesa      | LONEOS      |
| (81615) - | 2000 HQ70             | 26 april 2000    | Anderson Mesa      | LONEOS      |
| (81616) - | 2000 HW70             | 26 april 2000    | Anderson Mesa      | LONEOS      |
| (81617) - | 2000 HZ70             | 26 april 2000    | Anderson Mesa      | LONEOS      |
| (81618) - | 2000 HP71             | 25 april 2000    | Anderson Mesa      | LONEOS      |
| (81619) - | 2000 HW72             | 27 april 2000    | Anderson Mesa      | LONEOS      |
| (81620) - | 2000 HX72             | 27 april 2000    | Anderson Mesa      | LONEOS      |
| (81621) - | 2000 HF73             | 27 april 2000    | Anderson Mesa      | LONEOS      |
| (81622) - | 2000 HR73             | 27 april 2000    | Anderson Mesa      | LONEOS      |
| (81623) - | 2000 HY73             | 27 april 2000    | Anderson Mesa      | LONEOS      |
| (81624) - | 2000 HW74             | 27 april 2000    | Socorro            | LINEAR      |
| (81625) - | 2000 HA75             | 27 april 2000    | Socorro            | LINEAR      |
| (81626) - | 2000 HP75             | 27 april 2000    | Socorro            | LINEAR      |
| (81627) - | 2000 HW75             | 27 april 2000    | Socorro            | LINEAR      |
| (81628) - | 2000 HF76             | 27 april 2000    | Socorro            | LINEAR      |
| (81629) - | 2000 HO76             | 27 april 2000    | Socorro            | LINEAR      |
| (81630) - | 2000 HT76             | 27 april 2000    | Socorro            | LINEAR      |
| (81631) - | 2000 HD77             | 27 april 2000    | Socorro            | LINEAR      |
| (81632) - | 2000 HE77             | 27 april 2000    | Socorro            | LINEAR      |
| (81633) - | 2000 HH77             | 28 april 2000    | Anderson Mesa      | LONEOS      |
| (81634) - | 2000 HN77             | 28 april 2000    | Anderson Mesa      | LONEOS      |
| (81635) - | 2000 HQ77             | 28 april 2000    | Anderson Mesa      | LONEOS      |
| (81636) - | 2000 HP78             | 28 april 2000    | Anderson Mesa      | LONEOS      |
| (81637) - | 2000 HW78             | 28 april 2000    | Anderson Mesa      | LONEOS      |
| (81638) - | 2000 HX78             | 28 april 2000    | Anderson Mesa      | LONEOS      |
| (81639) - | 2000 HA79             | 28 april 2000    | Anderson Mesa      | LONEOS      |
| (81640) - | 2000 HX79             | 28 april 2000    | Anderson Mesa      | LONEOS      |
| (81641) - | 2000 HA80             | 28 april 2000    | Anderson Mesa      | LONEOS      |
| (81642) - | 2000 HD80             | 28 april 2000    | Anderson Mesa      | LONEOS      |
| (81643) - | 2000 HP80             | 28 april 2000    | Anderson Mesa      | LONEOS      |
| (81644) - | 2000 HY80             | 28 april 2000    | Anderson Mesa      | LONEOS      |
| (81645) - | 2000 HY81             | 29 april 2000    | Socorro            | LINEAR      |
| (81646) - | 2000 HK82             | 29 april 2000    | Socorro            | LINEAR      |
| (81647) - | 2000 HT83             | 30 april 2000    | Anderson Mesa      | LONEOS      |
| (81648) - | 2000 HU83             | 30 april 2000    | Anderson Mesa      | LONEOS      |
| (81649) - | 2000 HW83             | 30 april 2000    | Anderson Mesa      | LONEOS      |
| (81650) - | 2000 HH84             | 30 april 2000    | Socorro            | LINEAR      |
| (81651) - | 2000 HT84             | 30 april 2000    | Haleakala          | NEAT        |
| (81652) - | 2000 HY84             | 30 april 2000    | Haleakala          | NEAT        |
| (81653) - | 2000 HJ85             | 30 april 2000    | Anderson Mesa      | LONEOS      |
| (81654) - | 2000 HO86             | 30 april 2000    | Anderson Mesa      | LONEOS      |
| (81655) - | 2000 HS86             | 30 april 2000    | Anderson Mesa      | LONEOS      |
| (81656) - | 2000 HU86             | 30 april 2000    | Anderson Mesa      | LONEOS      |
| (81657) - | 2000 HD87             | 30 april 2000    | Kitt Peak          | Spacewatch  |
| (81658) - | 2000 HO87             | 27 april 2000    | Socorro            | LINEAR      |
| (81659) - | 2000 HS87             | 27 april 2000    | Socorro            | LINEAR      |
| (81660) - | 2000 HR88             | 28 april 2000    | Socorro            | LINEAR      |
| (81661) - | 2000 HM89             | 29 april 2000    | Socorro            | LINEAR      |
| (81662) - | 2000 HJ90             | 29 april 2000    | Socorro            | LINEAR      |
| (81663) - | 2000 HE92             | 29 april 2000    | Socorro            | LINEAR      |
| (81664) - | 2000 HM92             | 29 april 2000    | Socorro            | LINEAR      |
| (81665) - | 2000 HQ94             | 29 april 2000    | Socorro            | LINEAR      |
| (81666) - | 2000 HW94             | 29 april 2000    | Anderson Mesa      | LONEOS      |
| (81667) - | 2000 HC96             | 28 april 2000    | Socorro            | LINEAR      |
| (81668) - | 2000 HE97             | 27 april 2000    | Socorro            | LINEAR      |
| (81669) - | 2000 HD99             | 25 april 2000    | Anderson Mesa      | LONEOS      |
| (81670) - | 2000 HX102            | 27 april 2000    | Anderson Mesa      | LONEOS      |
| (81671) - | 2000 HD103            | 27 april 2000    | Anderson Mesa      | LONEOS      |
| (81672) - | 2000 HY103            | 27 april 2000    | Anderson Mesa      | LONEOS      |
| (81673) - | 2000 HA105            | 24 april 2000    | Kitt Peak          | Spacewatch  |
| (81674) - | 2000 JC               | 2 mei 2000       | Prescott           | P. G. Comba |
| (81675) - | 2000 JO               | 1 mei 2000       | Socorro            | LINEAR      |
| (81676) - | 2000 JB1              | 1 mei 2000       | Socorro            | LINEAR      |
| (81677) - | 2000 JW1              | 2 mei 2000       | Socorro            | LINEAR      |
| (81678) - | 2000 JX2              | 3 mei 2000       | Socorro            | LINEAR      |
| (81679) - | 2000 JB4              | 4 mei 2000       | Prescott           | P. G. Comba |
| (81680) - | 2000 JS4              | 1 mei 2000       | Kitt Peak          | Spacewatch  |
| (81681) - | 2000 JQ5              | 1 mei 2000       | Socorro            | LINEAR      |
| (81682) - | 2000 JA6              | 2 mei 2000       | Socorro            | LINEAR      |
| (81683) - | 2000 JV6              | 4 mei 2000       | Socorro            | LINEAR      |
| (81684) - | 2000 JJ7              | 6 mei 2000       | Bergisch Gladbach  | W. Bickel   |
| (81685) - | 2000 JH9              | 3 mei 2000       | Socorro            | LINEAR      |
| (81686) - | 2000 JM9              | 3 mei 2000       | Socorro            | LINEAR      |
| (81687) - | 2000 JU9              | 4 mei 2000       | Socorro            | LINEAR      |
| (81688) - | 2000 JF11             | 3 mei 2000       | Socorro            | LINEAR      |
| (81689) - | 2000 JX11             | 5 mei 2000       | Socorro            | LINEAR      |
| (81690) - | 2000 JJ12             | 5 mei 2000       | Socorro            | LINEAR      |
| (81691) - | 2000 JD14             | 6 mei 2000       | Socorro            | LINEAR      |
| (81692) - | 2000 JN14             | 6 mei 2000       | Socorro            | LINEAR      |
| (81693) - | 2000 JU14             | 6 mei 2000       | Socorro            | LINEAR      |
| (81694) - | 2000 JT15             | 3 mei 2000       | Socorro            | LINEAR      |
| (81695) - | 2000 JU15             | 4 mei 2000       | Socorro            | LINEAR      |
| (81696) - | 2000 JC17             | 5 mei 2000       | Socorro            | LINEAR      |
| (81697) - | 2000 JD17             | 5 mei 2000       | Socorro            | LINEAR      |
| (81698) - | 2000 JG17             | 5 mei 2000       | Socorro            | LINEAR      |
| (81699) - | 2000 JY17             | 6 mei 2000       | Socorro            | LINEAR      |
| (81700) - | 2000 JU19             | 6 mei 2000       | Socorro            | LINEAR      |